# Campanella tristis
Campanella tristis är en svampart som först beskrevs av G. Stev., och fick sitt nu gällande namn av Segedin 1993. Campanella tristis ingår i släktet Campanella och familjen Marasmiaceae.   Inga underarter finns listade i Catalogue of Life.